# Dino Armas
Matías «Dino» Armas Lago (Montevideo, 20 de noviembre de 1941) es un dramaturgo y director de teatro uruguayo. Con más de sesenta años de trayectoria y más de sesenta obras estrenadas, es uno de los escritores más reconocidos y premiados de su país. 

## Biografía
Nació en el barrio montevideano del Cerro, donde residió hasta los 20 años. Sus padres fueron Matías Armas, obrero portuario de extracción socialista, y Nicanda Lago Méndez, ama de casa. Debe el seudónimo de «Dino» a su padre, quien comenzó a llamarlo así por el nombre de pila de un futbolista italiano.
El barrio, los primeros años de su vida y su familia tienen importante presencia en su obra escrita. Fue durante su adolescencia cuando se acercó por primera vez a un grupo de teatro que funcionaba en el Rampla Juniors Fútbol Club, club de su barrio.
Estudió la carrera de Magisterio y trabajo durante 30 años como maestro de enseñanza primaria, hasta que se jubiló con el cargo de director de escuela.
En 1965 su primera obra, En otro y último ardiente verano, obtuvo uno de los tres primeros premios en un concurso de obras de teatro organizado por el Teatro El Tinglado.
Es uno de los más prolíficos dramaturgos uruguayos y sus obras han sido puestas en escena en América Latina, Estados Unidos y Europa. La película El novio de la muerta, filmada en 2009, está basada en dos de sus obras: Sus ojos se cerraron (1992) y Mujeres solas.
Ha realizado y dirigido adaptaciones de textos de autores como Prosper Mérimée, Saint-Exupéry, Henry Miller, etc. Autor de más sesenta obras, además de dirigirlas en persona también han sido dirigidas por directores como Elena Zuasti, Jaime Yavitz, Omar Varela, Carlos Aguilera, Gloria Levy, Lucila Irazábal, Lucía Sommer, Antoine Baldomir, Marcelino Duffau, etc.
Ha obtenido numerosos premios como el premio Florencio al mejor texto de autor nacional en 1993 por Se ruega no enviar coronas, el premio Morosoli de Plata a la trayectoria (2006), el primer premio en la categoría teatro-drama, en el rubro Inéditos de los Premios Anuales de Literatura 2011 del Ministerio de Educación y Cultura por Ave Mater, el Florencio 2015 a los cincuenta años de trayectoria y en la categoría de comedia por Sus ojos se cerraron, el premio Candelabro de Oro en 2015 otorgado por la filial uruguaya de la B'nai B'rith, entre muchos otros. También ha obtenido reconocimientos por obras de teatro para público infantil.

## Obras
- 1965 En otro y último verano
- 1974 Carlitos del Mar
- 1977 ¿Conoce usted al Doctor Freud?
- 1979 Susana's Tango
- 1980 Juana de siempre
- 1981 Los soles amargos
- 1983 De las pequeñas cosas
- 1983 Todos los juegos, el juego
- 1985 Alias el Manco
- 1988 Pentágono
- 1989 Feliz Día, Papá
- 1990 Queridos cuervos
- 1990 Votar es un placer
- 1990 Montevideo, reír y llorar te veo
- 1990 La canción del soltero
- 1991 Se ruega no enviar coronas
- 1992 Sus ojos se cerraron
- 1992 Se ruega no enviar coronas
- 1992 Petunias Salvajes
- 1992 Gente como nosotros
- 1995 Apenas ayer
- 1996 La vida es una milonga
- 1996 Manos a la obra
- 1997 Atrás del MERCOSUR
- 1997 Dios salve a la señora
- 1999 Cosmópolis
- 1999 Día libre
- 2000 Extraños por la calle
- 2001 ¿Y si te canto canciones de amor?
- 2003 Rifar el Corazón
- 2003 Pagar el pato (Tango para dos)
- 2004 Todos los juegos, el juego
- 2004 El clú de la Ivonne
- 2006 Cuentos al atardecer
- 2006 Para servirte mejor
- 2007 Trampas para divorciadas
- 2007 Pentágono
- 2007 Dos en la carretera
- 2007 La lujuria según Ramiro
- 2008 Red Velvet
- 2009 Los raros
- 2009 Nelson Pino y las mujeres del tango
- 2009 La curva de la felicidad
- 2011 Ave Mater
- 2011 Esos locos, locos amores
- 2011 Presente, señorita
- 2014 Lucas o El contrato
- 2021 Katia y Klaus
- 2022 Noche de paz[8]